# بولنوار (رواية)
بولنوار هي رواية من تأليف الكاتب المغربي عثمان أشقرا.صدرت صدرت رواية بولنوار عام 2010 عن دار الحرف للنشر والتوزيع بالقنيطرة. وقد استوحى الكاتب والباحث في علم الاجتماع فكرة الرواية من الأحداث السياسية وجذوة الحراك العمالي والسياسي التي عايشها طفل في مسقط رأسه بقرية بولنوار المتاخمة لإقليم خريبكة في وسط المغرب.

## العنوان
يحمل عنوان رواية "بولنوار" أبعادًا متعددة تجمع بين الدلالة الجغرافية، الرمزية، والاجتماعية السياسية. جغرافيًا، يُحيل الاسم إلى قرية بولنوار الواقعة قرب مدينة خريبكة وسط المغرب، وهي من أبرز مناطق استخراج الفوسفات، ما يمنح الرواية ارتباطًا مباشرًا بالمكان الذي شهد الأحداث الواقعية التي ألهمت الكاتب عثمان أشقرا. أما رمزيًا، فإن الاسم يوحي بالظلمة والانغلاق، وهو ما ينسجم مع واقع العمال في المناجم تحت الأرض، حيث يعيشون حياةً قاسية تفتقر للضوء والحرية، مما يجعل العنوان تعبيرًا عن عالم سفلي مشحون بالقهر والمعاناة. على المستوى الاجتماعي والسياسي، يُجسد العنوان نقطة تحول مفصلية، إذ تمثل "بولنوار" مكان انطلاق الوعي العمالي والنقابي في المغرب، حيث تحولت من قرية فلاحية إلى مركز للمقاومة الشعبية ضد الاستعمار الفرنسي، ليصبح الاسم رمزًا للتحرر والنضال الجماعي.

## موضوع الرواية
يغلب على رواية بولنوار الطابع التاريخي والسياسي حيث تدور أحداثها خلال الفترة ما بين عامي 1920-1950 داخل أحد مناجم الفوسفات ببلدة بولنوار إبان حقبة الاستعمار الفرنسي حول نضالات الشعب المغربي ومقاومتهم للمستعمر الفرنسي الذي سلبهم أراضيهم بعد أن اكتشف أن باطنها غني بمعدن الفوسفات وحولهم من فلاحين إلى عمال مناجم يعيشون في أنفاق تحت الأرض، ويعانون من أقسى درجات القهر والاستغلال حتى أنهم يموتون تحت وطأة القمع وظروف العمل القاسية إلى أن تنطلق من بين العمال بعض الأصوات الواعية التي تخبرهم بحقوقهم وتبدأ في تعربفهم بالعمل النقابي مثل المناضل العمالي الشيوعي الفرنسي كولونا الذي أنشأ نواة للنقابات العمالية بالمغرب قبل أن تجبره الحكومة الاستعمارية على العودة إلى فرنسا. وبفضل النقابة العمالية الوليدة يبدأ حراكا سياسيا وتتبلور الحركة الوطنية في منطقة بولنوار إلى أن تصبح واحدة من أكثر القرى المغربية مقاومة للمستعمر.

## شخصيات الرواية
- ولد العزوزية: شاب مغربي بدأ حياته فلاحًا أميًا، ثم تحول إلى عامل منجمي، وبفضل تفاعله مع العمال الفرنسيين الشيوعيين، أصبح زعيمًا نقابيًا بارزًا، وقاد نضالات ضد سلطات الحماية .
- محماد: طالب علوم الفقه والشريعة من جنوب المغرب، استقر في بولنوار في الثلاثينيات، وكان يدرس القرآن ويؤم المصلين، قبل أن يُعتقل سنة 1947 بتهمة التحريض .
- ميشال كولونا: نقابي فرنسي شيوعي، لعب دورًا محوريًا في إذكاء الوعي النقابي لدى العمال المغاربة، وساهم في تأسيس نواة النقابات العمالية، قبل أن يُنفى من المغرب بسبب نشاطه.
- مسيو بيران: ممثل الإقامة العامة الفرنسية، يجسد السلطة الاستعمارية القمعية في الرواية.
- القايد والشيخ الجيلالي: ممثلو المخزن المحلي، ساهموا في إخضاع القبائل وتكريس واقع الذل والاستغلال .
- صالح الأعمى: شخصية مساندة ظهرت في الفيلم، تمثل أحد أفراد الطبقة العاملة المهمشة.

## اقتباسات من الرواية
"كنا نعيش تحت الأرض، نستنشق الغبار ونحلم بالحرية... حتى جاء من يعلّمنا أن لنا صوتًا يمكن أن يُسمع."

"المنجم لم يكن فقط حفرة في الأرض، بل حفرة في أرواحنا، نُدفن فيها كل يوم ونحن أحياء."

## أسلوب الرواية
تتبنى رواية "بولنوار" أسلوبًا سرديًا يجمع بين الطابع التوثيقي والتخييل الأدبي، حيث تمزج بين الأحداث التاريخية والسياسية الواقعية التي شهدها المغرب بين عامي 1920 و1950 وبين قصص إنسانية تعكس معاناة العمال داخل مناجم الفوسفات تحت وطأة الاستعمار الفرنسي. يستخدم الكاتب لغة قوية ووصفًا دقيقًا لنقل مشاعر القهر والاستغلال، ويعتمد على بناء شخصيات واعية ومؤثرة مثل المناضل الفرنسي كولونا لتسليط الضوء على تطور الوعي النقابي والحراك السياسي. يرتكز الأسلوب على إبراز التحولات الاجتماعية في بلدة بولنوار، مع توظيف أساليب سردية متعددة، مثل الاسترجاع الزمني والحوار الداخلي، لتقديم رؤية نقدية للتاريخ من منظور مقاومٍ يسعى إلى استعادة الكرامة الوطنية.

## الأعمال المقتبسة
تحولت رواية بولنوار للكاتب المغربي عثمان أشقرا إلى فيلم سينمائي يحمل نفس الاسم سنة 2014، من إخراج حميد الزوغي، وبدعم من المركز السينمائي المغربي في تجربة تُعد من أبرز محاولات نقل الأدب المغربي إلى الشاشة الكبيرة . الفيلم استلهم أحداث الرواية التي توثق نضالات عمال مناجم الفوسفات في منطقة بولنوار خلال فترة الاستعمار الفرنسي، وسلط الضوء على شخصيات واقعية مثل ولد العزوزية وميشال كولونا، مجسدًا معاناتهم اليومية وتطور وعيهم النقابي والسياسي.الفيلم السينمائي حمل نفس عنوان الرواية بولنوار من بطولته ممثلون محليون من بلدة بولنوار كان أبرزهم فاطمة أكلاز، ومحمد أوراغ، يونس الهري، 

## الجوائز
فازت رواية بولنوار بالجائزة الأولى في المسابقة التي نظمتها دار الحرف للنشر والتوزيع بمدينة القنيطرة عام 2007.

## وصلات خارجية
- صفحة رواية بولنوار على موقع جود ريدز